# Mariapolder (Hoeksche Waard)
Mariapolder is een polder en buurtschap in de gemeente Hoeksche Waard in de Nederlandse provincie Zuid-Holland. Het ligt vlak bij Strijensas.